# Marcin Kromer
Marcin Kromer (Biecz, 11 novembre 1512 – Heilsberg, 23 marzo 1589) è stato uno storico e vescovo cattolico polacco.

## Biografia
Studiò a Cracovia e Bologna; fu segretario di Piotr Gamrat, vescovo di Cracovia, e poi, dal 1544, di Sigismondo I Jagellone, re di Polonia.
Fu ambasciatore di Polonia presso corte imperiale dal 1557 al 1564; si legò di amicizia con il cardinale Stanislao Osio, vescovo di Varmia, di cui fu nominato coadiutore nel 1569.
Succedette ad Osio nel 1579. Proseguì l'opera di riforma del clero e del popolo attraverso visite pastorali, nuove fondazioni, predicazione e scritti.
Compì notevoli ricerche d'archivio e pubblicò un'opera relativa alla storia polacca fino al 1509: De origine et rebus gestis Polonorum libri XXX (Basilea, 1555).
Fu autore anche di De musica figurata (Cracovia, 1534) e Polonia, sive de situ, populis, moribus, magistratibus et republica Regni Polonici libri duo (Basilea, 1577).

## Genealogia episcopale
La genealogia episcopale è:
- Arcivescovo Jakub Uchański
- Arcivescovo Stanisław Karnkowski
- Vescovo Marcin Kromer